# 佐藤昌弘
佐藤 昌弘（さとう まさひろ、1962年（62 - 63歳） - ）は、日本の作曲家、大学教授。

## 人物
1987年、東京藝術大学音楽学部作曲科を首席で卒業。
1990年、同大学大学院音楽研究科作曲専攻修士課程修了。作曲を、松村禎三、佐藤眞に師事。第12回日本交響楽振興財団作曲賞入選。
1991年、第1回芥川作曲賞ファイナリスト。
1992年、日本音楽コンクール作曲部門第3位入賞(オーケストラ作品、1位なし)。
1998年、第20回日本交響楽振興財団作曲賞入選。
洗足学園音楽大学教授、日本現代音楽協会理事。

## 著書
- コンテンポラリーピアノ（全3巻、東亜音楽社、2000年）
- “音楽づくり”ワークショップを楽しむために（共著、マザーアース社、2007年)
- ネットで採点 和声学課題集Ⅰ（共著、音楽之友社、2016年）